# Момина Клісура
Мо́мина Клісу́ра (болг. Момина клисура) — село в Пазарджицькій області Болгарії. Входить до складу общини Белово.

## Населення
За даними перепису населення 2011 року у селі проживали 920 осіб, з них 899 осіб (99,7%) — болгари.
Розподіл населення за віком у 2011 році:
Динаміка населення: